# 鍾欣凌
鍾欣凌（Chung Hsin-Ling，1972年8月12日—），暱稱粉紅豬，臺灣演員、主持人、作家。以幽默風趣聞名，國語台語雙通，早期在旅遊節目初露頭角，然後主持兒童少年節目，也擅長舞台劇和一些戲劇作品，並以電視劇《雨後驕陽》、《你的孩子不是你的孩子-貓的孩子》、《我的婆婆怎麼那麼可愛》分別榮膺第49屆金鐘獎戲劇節目女主角獎、第54屆金鐘獎迷你劇集/電視電影女主角獎、第56屆金鐘獎戲劇節目女主角獎。

## 生平
2001年，與藝人曹啟泰搭檔主持佛光衛視兒童節目《Dr.酷》，並憑本節目獲得第36屆金鐘獎兒童節目主持人獎。
2003年，單元劇《愛情哇沙米》提名第38屆金鐘獎單元劇女主角獎。
2008年，在台視《命中注定我愛你》超高收視率偶像劇中演出陳鳳嬌喜感配角，讓她在兩岸三地知名度大增。
2010年12月21日，與國光劇團文武丑演員陳清河結婚。
2011年12月2日，產下一女陳品芸（兔寶）。
2014年10月，憑電視劇《雨後驕陽》獲得第49屆金鐘獎戲劇節目女主角獎。
2015年6月3日，鍾欣凌認已懷第二胎三個月，小名為小寶。
2019年10月，憑電視劇《你的孩子不是你的孩子－貓的孩子》獲得第54屆金鐘獎迷你劇集/電視電影女主角獎。
2020年，在公視《我的婆婆怎麼那麼可愛》主演蘇林彩香一角而風靡全台，為家喻戶曉的國民婆婆。

## 个人生活
鍾欣凌經好友范瑞君介紹認識了大她四歲的台灣京劇界知名文武丑陳清河，兩人交往了五年，期間陳清河兩次求婚，鍾欣凌均因為對兩人生活滿足和擔心高齡生子壓力而沒答應，但是後來在陳清河的求婚攻勢下，最終2010年步入結婚禮堂結為連理。2011年順利產下長女兔寶，2015產下次女二寶。

## 演出作品

### 劇集
| 年份   | 播出頻道                 | 劇名                                                      | 角色名稱                 | 備註       |
| ------ | ------------------------ | --------------------------------------------------------- | ------------------------ | ---------- |
| 1997年 | 台視                     | 《四千金2 情比姊妹深》                                    | 楊珊珊                   |            |
| 1999年 | 台視                     | 《同居三合一》                                            | 房東太太                 |            |
| 1999年 | 公視                     | 《寶弟》                                                  |                          |            |
| 1999年 | 公視                     | 《文學劇展「台灣玉」》 （「文學．女人」系列之四）         |                          |            |
| 2000年 | 台視                     | 《上錯樓梯睡錯床》                                        | 滿足                     |            |
| 2000年 | 公視                     | 《文學劇展「西蓮」》                                      |                          |            |
| 2001年 | 公視                     | 《大醫院小醫師》                                          | 書記                     |            |
| 2001年 | 華視                     | 《醜女大翻身》                                            | 昌代                     |            |
| 2002年 | 華視                     | 《來我家吧》                                              | 老闆娘                   |            |
| 2002年 | 民視                     | 《愛情風味屋》                                            | 鍾巧玲（胖妹）           |            |
| 2003年 | 華視                     | 《星願》                                                  |                          |            |
| 2003年 | 中視                     | 《愛情哇沙米》                                            | 美珍                     | 金鐘劇     |
| 2003年 | 人間衛視                 | 《你在看我嗎？》                                          |                          |            |
| 2004年 | 民視                     | 《女人40一枝花》                                          | 羅娜娜                   |            |
| 2004年 | 八大                     | 《火線任務》                                              |                          |            |
| 2005年 |                          | 《後天美女》                                              | 羅美玲                   | 兩岸合拍   |
| 2005年 | 三立電視、台視           | 《王子變青蛙》                                            | ADA                      |            |
| 2007年 | 公視                     | 《我在墾丁*天氣晴》                                       | 亮同事                   |            |
| 2007年 | 緯來                     | 《誰搞鬼上身》                                            | 小梅                     | 電視電影   |
| 2008年 | 中視                     | 《我的光頭歲月》（又名《光頭 歲月》、《男花匠與女經理》） | 水桶                     | 兩岸合拍   |
| 2008年 | 三立電視、台視           | 《命中注定我愛你》                                        | 陳鳳嬌                   |            |
| 2008年 | 三立電視、台視           | 《無敵珊寶妹》                                            | 痴心姐                   |            |
| 2009年 | 公視                     | 《我的冒泡屋》                                            | 學姊                     |            |
| 2009年 | 華視                     | 《我在1949，等你》                                        | 小胖                     |            |
| 2009年 | 三立電視、台視           | 《敗犬女王》                                              | 大肚怡                   | 客串       |
| 2010年 | 中視                     | 《女王不下班》                                            | Linda                    |            |
| 2010年 | 湖南衛視                 | 《絲絲心動》                                              | 伊簡梅                   |            |
| 2010年 | 三立電視、台視           | 《偷心大聖PS男》                                          | 黃瑪麗                   |            |
| 2011年 | 華視、東森戲劇台         | 《真心請按兩次鈴》                                        | 張雅文                   | 合拍       |
| 2011年 | 三立電視、台視           | 《醉後決定愛上你》                                        | 蔡孟均                   | 女配角     |
| 2012年 | 台視                     | 《罪美麗》                                                | 酒家女                   |            |
| 2012年 | 三立電視                 | 《愛上巧克力》                                            | 小小                     |            |
| 2013年 | 華視                     | 《金牌老爸》                                              | 小梅                     |            |
| 2014年 | 台視                     | 《雨後驕陽》                                              | 陳玉霞                   | 女主角     |
| 2014年 | 八大電視                 | 《妹妹》                                                  | 老師（商強工商帶大會操） |            |
| 2014年 | 八大電視、浙江衛視       | 《上流俗女》                                              | 高綉雯                   |            |
| 2015年 | 民視                     | 《星座愛情獅子女》                                        | 林美如                   |            |
| 2015年 | 東森電視、中視           | 《必娶女人》                                              | 小黛                     | 客串       |
| 2016年 | 台視                     | 《加油！美玲》                                            | 鳳嬌                     |            |
| 2016年 | 台視                     | 《700歲旅程》                                             | 婉萍                     |            |
| 2016年 | 中視、衛視中文台         | 《原來1家人》                                             | 五妹                     | 客串       |
| 2017年 | 民視                     | 《媽媽不見了》                                            | 黑猫姐                   |            |
| 2017年 | 中天電視                 | 《那刻的怦然心動》                                        | 晨媽                     |            |
| 2018年 | 騰訊視頻                 | 《我的惡魔少爺》                                          | 郝美阿姨                 |            |
| 2018年 | 台視、東森               | 《高塔公主》                                              | 米娜媽                   |            |
| 2018年 | LUVE、酷燃視頻           | 《我家北鼻最棒了》                                        | 大姨媽                   | 客串       |
| 2018年 | 公視                     | 《你的孩子不是你的孩子-貓的孩子》                         | 小圓媽                   | 女主角之一 |
| 2018年 | 民視                     | 《實習醫師鬥格》                                          | 楊碧婷                   |            |
| 2018年 | 優酷視頻                 | 《武大的小姐姐們》                                        | 房東太太                 | 網路劇     |
| 2019年 | 江蘇衛視                 | 《親·愛的味道》                                           | 户珊                     | 客串       |
| 2020年 | 公視                     | 《我的婆婆怎麼那麼可愛》                                  | 蘇林彩香                 | 女主角     |
| 2021年 | 華視                     | 《俗女養成記2》                                           | 女警                     | 客串       |
| 2021年 | 華視、愛奇藝、八大戲劇台 | 《無神之地不下雨》                                        | Raka（珊瑚）             | 女配角     |
| 2021年 | 公視台語台、民視         | 《孟婆客棧》                                              | 轉世蓮嫂                 | 客串       |
| 2022年 | Netflix                  | 《媽，別鬧了！》                                          | 李鵬發的媳婦             | 客串       |
| 2023年 | 公視台語台、華視         | 《婚姻結業式2》                                           | 命理師                   | 友情客串   |
| 2023年 | 愛奇藝、八大戲劇台       | 《不良執念清除師》                                        | 何守堂                   | 女配角     |
| 2023年 | 公視、八大戲劇台         | 《最佳利益3－最終利益》                                   | 馮思雯                   | 單元女主角 |
| 2024年 | 公視                     | 《我的婆婆怎麼那麼可愛2》                                 | 蘇林彩香                 | 女主角     |
| 2024年 | Netflix                  | 《正港分局》                                              | 周欣寧                   | 客串       |
| 2024年 | Netflix                  | 《影后》                                                  | 陳翠珠（胖姐）           | 女配角     |
| 2025年 | 華視、公視台語台         | 《拜六禮拜》                                              | 周瑞秋                   | 女主角     |
| 2025年 | Netflix                  | 《回魂計》                                                | 悅心                     | 女配角     |
| 2026年 |                          | 《我們的藍調時光》                                        |                          |            |

### 電影
| 年份   | 片名                                    | 角色名稱     | 備註                |
| ------ | --------------------------------------- | ------------ | ------------------- |
| 1997年 | 《絕地反擊》                            |              |                     |
|        | 《不在場愛情》                          |              |                     |
| 1997年 | 《愛情來了》                            | 阿寶         |                     |
| 1999年 | 《條子阿不拉》                          | 阿嬌         |                     |
| 2000年 | 《運轉手之戀》                          | 孕婦         |                     |
| 2007年 | 《沉睡的青春》                          | 護士小姐     |                     |
| 2011年 | 《雞排英雄》                            | 報社員工     | 客串                |
| 2014年 | 《大稻埕》                              | 清水嬸       |                     |
| 2014年 | 《寶島青春日記》 後改名《超級代課老師》 | 粉紅豬       |                     |
| 2015年 | 《鐵獅玉玲瓏2》                         | 大花         | 客串                |
| 2015年 | 《角頭》                                | 秀蓮姐       |                     |
| 2015年 | 《我的少女時代》                        | 莊淑美       | 客串 （林真心母亲） |
| 2016年 | 《人生按個讚》                          | 中藥店老闆娘 |                     |
| 2018年 | 《誰先愛上他的》                        | 電台主持人   | 客串                |
| 2019年 | 《瘋狂電視台瘋電影》                    | 宋吉正的女兒 |                     |
| 2019年 | 《一吻定情》                            | 女僕         | 客串                |
| 2021年 | 《銀龍出任務》                          | 飛克         | 配音                |
| 2021年 | 《我沒有談的那場戀愛》                  | 珍妮         |                     |
| 2021年 | 《揭大歡喜》                            | 銀子         |                     |
| 2021年 | 《當男人戀愛時》                        | 蔡玉娥       | 主演                |
| 2023年 | 《我的婆婆怎麼把OO搞丟了》              | 蘇林彩香     | 主演                |
| 2023年 | 《請問，還有哪裡需要加強》              | 阿芬的母親   | 客串                |
| 2023年 | 《成功補習班》                          | 尚和母       |                     |
| 2024年 | 《八戒》                                | 奶奶         | 配音                |
| 2025年 | 《地獄哽》                              |              | 短片                |
| 待上映 | 《陽光女子合唱團》                      |              |                     |

### 音樂影片
- 2010年 萬芳《我們不要傷心了》
- 2015年 任家萱《3.1415 ...》
- 2020年 萬芳《給妳們》
- 2024年 BOOM!怪物星人《拍謝啦》

### 舞台劇
| 年份       | 劇團         | 劇名                                       | 備註 |
| ---------- | ------------ | ------------------------------------------ | ---- |
|            | 屏風表演班   | 《我妹妹》                                 |      |
| 1992年4月  | 屏風表演班   | 《莎姆雷特》                               |      |
| 1993年10月 | 屏風表演班   | 《徵婚啟事》                               | 客串 |
| 1996年10月 | 屏風表演班   | 《京戲啟示錄》                             |      |
| 1997年10月 | 屏風表演班   | 《三人行不行-長期玩命》                    |      |
|            | 屏風表演班   | 《黑夜白賊》                               |      |
| 2006年     | 屏風表演班   | 《莎姆雷特》(狂潮版)                       |      |
| 1995年     | 綠光劇團     | 《都是當兵惹的禍》                         |      |
| 1997年     | 綠光劇團     | 《結婚？結昏！~辦桌》                      |      |
| 1998年     | 綠光劇團     | 《領帶與高跟鞋2－同學會》                  |      |
| 2001年     | 綠光劇團     | 《人間條件（一）：滿足心中缺憾的幸福快感》 |      |
| 2003年     | 綠光劇團     | 《愛情看守所》                             |      |
| 2003年5月  | 春禾劇團     | 《愛情哇沙米》                             |      |
| 1999年     | 九九劇團     | 《九九狂講曲-首部曲》(TALK SHOW)           |      |
| 2000年     | 九九劇團     | 《九九狂講曲-二部曲》                      |      |
|            | 密獵者劇團   | 《三次復仇與一場審判︰民主的誕生》         |      |
|            | 如果兒童劇團 | 《輕輕公主》                               |      |
|            | 如果兒童劇團 | 《音樂動物園》                             |      |
|            | 如果兒童劇團 | 《你不知道的白雪公主》                     |      |

## 出版品

### 書籍
| 年份 | 書名                                       | 出版社     | ISBN               |
| ---- | ------------------------------------------ | ---------- | ------------------ |
| 2001 | 《快樂粉紅豬》                             | 大田出版   | ISBN 9574550311    |
| 2002 | 《學校好好玩：粉紅豬的快樂學園》           | 大田出版   | ISBN 9574552349    |
| 2007 | 《粉紅豬上班趣》                           | 一文社出版 | ISBN 9789868325845 |
| 2023 | 《今天，我只想演自己：鍾欣凌的幽默與轉念》 | 大田出版   | ISBN 9789861798165 |

### 音樂出版品
- 2001年 8866-國小康軒國語讀書樂

## 主持作品

### 綜藝節目
| 年份   | 頻道             | 節目名稱                             |
| ------ | ---------------- | ------------------------------------ |
| 1997年 | 中視             | 《紅白勝利》（〈哈拉兩力〉單元演員） |
|        | 中視             | 《美麗新世界》                       |
|        | 中視             | 《台灣歡樂窩》（主持）               |
|        | 中視             | 《美食大擂台》                       |
| 2003年 | 中視             | 《婆婆媽媽向錢衝》                   |
| 1999年 | 華視             | 《地球萬萬歲》                       |
|        | 華視             | 《台灣玩透透》                       |
|        | 華視             | 《台灣逗陣行》                       |
| 2006年 | 華視             | 《漁樂滿寶島》                       |
| 2012年 | 華視             | 《吃喝玩樂遊地球》                   |
|        | 三立都會台       | 《完全娛樂》                         |
| 2010年 | 三立都會台       | 《創意過生活》                       |
| 2013年 | 三立都會台       | 《超級糾察隊》                       |
|        | 民視             | 《世界第一等》（主持）               |
| 2003年 | 民視             | 《台語嗄嗄叫》（主持）               |
|        | 民視             | 《美麗視時代》                       |
|        | 民視             | 《GO GO JAPAN》                      |
|        | 緯來綜合台       | 《娛樂黑白講》                       |
|        | 中天電視         | 《哈拉新幹線》（短劇演員）           |
|        | 中天電視         | 《特級美食任務》（主持）             |
|        | 中天電視         | 《美食大島遊》                       |
|        | 中天電視         | 《台灣美食護照》                     |
| 2005年 | TVBS-G           | 《霹靂嬌娃》                         |
|        | MOMO親子台       | 《樂活120》                          |
| 2013年 | 衛視中文台       | 《HOLD住婆媽大小事》（主持）         |
| 2014年 | 年代MUCH台       | 《今晚誰當家》（代班主持）           |
| 2017年 | 東森超視         | 《媽媽好神》（與醫師黃瑽寧搭檔主持） |
| 2020年 | 衛視中文台       | 《鴻門家宴》(擔任評審)               |
| 2021年 | 民視             | 《醫學大聯盟》（白家綺請產假時代班） |
| 2022年 | 公視             | 《老少女奇遇記》                     |
| 2022年 | 衛視中文台       | 《鴻門家宴》(擔任評審)               |
| 2024年 | 台視、八大戲劇台 | 《老少女奇遇記2》                    |

### 兒童節目
- 佛光衛視《Dr.酷》（主持）
- 公視《少年哈週刊》（主持）
- 東森幼幼台《超級總動員》（主持）
- 緯來兒童台《我家闖通關》（主持）
- 世界衛視《TV課輔班》
- 新眼光電視台《台灣巧囡仔》（主持）

### 頒獎典禮
- 2023年第58屆金鐘獎戲劇類頒獎典禮

### 廣播節目
- 飛碟電台《霹靂啪啦遊台灣》[8]

## 音樂作品

### 單曲
| 時間   | 歌曲       | 備註 |
| 2020年 | 《阿無莫》 | 電視劇《我的婆婆怎麼那麼可愛》片頭曲-傅薇、高蕾雅、魯庭雨、孔晨羽、水君、王暹康、鍾欣凌、許傑輝、邱凱偉、王少偉、楊銘威演唱 |

## 獎項紀錄

### 金鐘獎
| 年份 | 獎項                       | 作品                               | 結果 |
| ---- | -------------------------- | ---------------------------------- | ---- |
| 2001 | 兒童少年節目主持人獎       | 《Dr. 酷》                         | 獲獎 |
| 2002 | 兒童少年節目主持人獎       | 《少年哈周刊》                     | 提名 |
| 2003 | 兒童少年節目主持人獎       | 《少年哈周刊》                     | 提名 |
| 2003 | 兒童少年節目主持人獎       | 《台語嘎嘎叫》                     | 提名 |
| 2003 | 迷你劇集／電視電影女主角獎 | 《愛情哇沙米》                     | 提名 |
| 2004 | 兒童少年節目主持人獎       | 《少年哈周刊》                     | 提名 |
| 2014 | 戲劇節目女主角獎           | 《雨後驕陽》                       | 獲獎 |
| 2019 | 迷你劇集／電視電影女主角獎 | 《你的孩子不是你的孩子－貓的孩子》 | 獲獎 |
| 2020 | 兒童少年節目主持人獎       | 《超級總動員》                     | 提名 |
| 2021 | 兒童少年節目主持人獎       | 《超級總動員》                     | 提名 |
| 2021 | 戲劇節目女主角獎           | 《我的婆婆怎麼那麼可愛》           | 獲獎 |
| 2022 | 兒童少年節目主持人獎       | 《超級總動員》                     | 提名 |
| 2023 | 益智及實境節目主持人獎     | 《老少女奇遇記》                   | 提名 |
| 2023 | 兒童少年節目主持人獎       | 《超級總動員》                     | 提名 |
| 2024 | 兒童少年節目主持人獎       | 《超級總動員》                     | 提名 |

### 臺北電影獎
| 年份 | 獎項       | 作品             | 結果 |
| ---- | ---------- | ---------------- | ---- |
| 2021 | 最佳女配角 | 《當男人戀愛時》 | 提名 |

### 金馬獎
| 年份 | 獎項       | 作品             | 結果 |
| ---- | ---------- | ---------------- | ---- |
| 2021 | 最佳女配角 | 《當男人戀愛時》 | 提名 |

### 其他獎項
| 年份 | 獎項                          | 類別                | 作品                      | 結果 |
| ---- | ----------------------------- | ------------------- | ------------------------- | ---- |
| 2012 | 華劇大賞                      | 最佳綠葉獎          | 《愛上巧克力》            | 獲獎 |
| 2024 | 亞洲影藝創意大獎              | 最佳喜劇男/女演員獎 | 《我的婆婆怎麼那麼可愛2》 | 待定 |
| 2025 | 第7屆亞洲內容大獎&全球OTT大獎 | 最佳女配角          | 《影后》                  | 待定 |

## 外部連結
- 鍾欣凌的Facebook專頁
- 鍾欣凌的新浪微博
- 鍾欣凌在互联网电影资料库（IMDb）上的資料（英文）
- 鍾欣凌在香港影庫上的簡介
- 鍾欣凌在豆瓣上的资料（简体中文）
- 鍾欣凌在时光网上的簡介（简体中文）
- 鍾欣凌在台灣電影網上的資料（繁體中文）
- 齊石傳播-鍾欣凌 （页面存档备份，存于）